# Przemysław Wojciechowski (działacz)
Przemysław Wojciechowski (ur. 12 maja 1935 w Łodzi, zm. 6 czerwca 1994 tamże) – działacz i zasłużony pracownik ruchu turystyczno-krajoznawczego w Łodzi.

## Nauka i praca zawodowa
W 1955 ukończył VIII Państwowe Liceum Ogólnokształcące w Łodzi. W latach 1954–1958 pracował w Zakładach Remontowych Przemysłu Jedwabniczo-Dekoracyjnego, a następnie w firmie swojego ojca – wytwórni wyrobów tłoczonych.
Był działaczem ruchu turystyczno-krajoznawczego i od 1961 związał także swoje życie zawodowe z tą dziedziną działalności: został pracownikiem Oddziału Łódzkiego Polskiego Towarzystwa Turystyczno-Krajoznawczego.
Tu przebył wszystkie szczeble kariery zawodowej, poczynając od stanowiska instruktora programowego, następnie kierownika działu programowego i wiele ostatnich lat życia jako kierownik Biura Oddziału i BORT-u oraz sekretarz Zarządu Oddziału PTTK.

## Działalność w turystyce i krajoznawstwie
Pierwsze kroki na turystycznych szlakach stawiał już w wieku 11 lat, należał wtedy do Związku Harcerstwa Polskiego. 
Do PTTK wstąpił w 1954 i został członkiem Komisji Turystyki Pieszej PTTK, a od 1956 był członkiem Komisji Turystyki Górskiej PTTK. W latach 1960–1969 pełnił funkcję przewodniczącego Oddziałowej Komisji Turystyki Górskiej PTTK, a w latach 1961–1967 był członkiem Okręgowej Komisji Turystyki Górskiej PTTK. Przyczynił się do powstania Komisji Turystyki Górskiej Oddziałów Nizinnych ZG PTTK, a w latach 1961–1972 był członkiem jej prezydium.
W 1959 uzyskał uprawnienia przewodnika na Region Świętokrzyski. W 1960 został przodownikiem GOT, a w 1969 instruktorem krajoznawstwa. 
W 1962 był delegatem na V Walny Zjazd PTTK. Od 1965 był członkiem Klubu Wysokogórskiego w Łodzi, także członkiem Oddziałowego Klubu Turystyki Górskiej "Kosówka". Działał w Terenowym Referacie Weryfikacyjnym GOT. Był współorganizatorem wszystkich łódzkich rajdów w Górach Świętokrzyskich. W latach 1970–1980 był członkiem Rady Programowej przy ZG PTTK.
Był organizatorem Komisji Fotografii Krajoznawczej O/Łódzkiego PTTK. Był współzałożycielem w 1977 i do końca życia aktywnym członkiem Klubu Fotografii Krajoznawczej Łódzkiego Oddziału PTTK. Uczestniczył we wszystkich plenerach klubowych, wystawiał swoje fotogramy na wielu wystawach klubowych m.in. “Piękna nasza Polska cała”, “Cmentarze wojenne Września 1939 na Ziemi Łódzkiej”, “Łódzka secesja”, “Śladami Ziemi Obiecanej” – dokumentacja fabryk łódzkich w tym także ich wnętrz z pracującymi maszynami.
Zbierał dokumenty oraz materiały fotograficzne związane z historią i bieżącą działalnością Oddziału Łódzkiego Polskiego Towarzystwa Tatrzańskiego, Polskiego Towarzystwa Krajoznawczego i Polskiego Towarzystwa Turystyczno-Krajoznawczego. 
Od 1986 był członkiem Wojewódzkiej Komisji Historii i Tradycji PTTK.
Pochowany na cmentarzu komunalnym na Dołach w Łodzi. 

## Odznaczenia
Za zasługi w pracy, zarówno zawodowej, jak i w działalności społecznej, był odznaczony między innymi: 
- Srebrnym Krzyżem Zasługi,
- Honorową Odznaką Miasta Łodzi,
- Złotą Honorową Odznaką PTTK,
- Złotą Odznaką "Zasłużony pracownik PTTK",
- Medalem "Za zasługi w Turystyce Województwa Kieleckiego”,
- Złotą Odznaką Jana Czeraszkiewicza O/Łódzkiego (to ostatnia, już w czasie ciężkiej choroby).